# Barry Morse
Barry Morse, właśc. Herbert Morse (ur. 10 czerwca 1918 w Londynie, zm. 2 lutego 2008 tamże) – brytyjski aktor. W Polsce znany z  seriali Ścigany (porucznik Gerard) i Kosmos 1999 (naukowiec, prof. Bergman).